# GT4 European Cup 2011
Navigation
Édition précédente Édition suivante
Le GT4 European Cup 2011 est la cinquième édition du GT4 European Cup. La saison débute le 23 avril à Zandvoort et se termine le 16 octobre sur le même circuit.

## Calendrier
| Manche | Circuit                                | Date            |
| ------ | -------------------------------------- | --------------- |
| 1      | Circuit de Zandvoort, Pays-Bas         | 23–25 avril     |
| 2      | Circuit de Silverstone, Royaume-Uni    | 4–5 juin        |
| 3      | Circuit de Spa-Francorchamps, Belgique | 9 juillet       |
| 4      | Circuit de Zolder, Belgique            | 16–17 juillet   |
| 5      | TT Circuit Assen, Pays-Bas             | 17-18 septembre |
| 6      | Circuit de Zandvoort, Pays-Bas         | 15–16 octobre   |

## Engagés
| Engagés 2011         | Engagés 2011 | Engagés 2011           | Engagés 2011 | Engagés 2011            | Engagés 2011 |
| Équipe               | No.          | Pilote(s)              | Classe       | Voiture                 | Manches      |
| -------------------- | ------------ | ---------------------- | ------------ | ----------------------- | ------------ |
| Marcos International | 3            | Cor Euser              | GT4          | Lotus Evora GT4         | Toutes       |
| Marcos International | 3            | Dick Freebird          | GT4          | Lotus Evora GT4         | Toutes       |
| Marcos International | 4            | Hal Prewitt            | GT4          | Lotus Evora GT4         | 2            |
| Generation AMR       | 6            | James Appleby          | GT4          | Aston Martin GT4        | Toutes       |
| Generation AMR       | 6            | Ant Scragg             | GT4          | Aston Martin GT4        | Toutes       |
| Rhesus Racing        | 7            | Dennis Retera          | GT4          | Aston Martin GT4        | Toutes       |
| Rhesus Racing        | 7            | Jan Joris Verheul      | GT4          | Aston Martin GT4        | Toutes       |
| Speedlover           | 10           | Philip Cracco          | GT4          | Aston Martin GT4        | 3            |
| DVB Racing           | 14           | Christophe Legrand     | GT4          | BMW M3 GT4              | 1            |
| DVB Racing           | 14           | Bart Van Haren         | GT4          | BMW M3 GT4              | 1            |
| GTR CZ               | 15           | Jiri Gottwald          | GT4          | Ginetta G50             | 1–3, 5–6     |
| GTR CZ               | 15           | Ales Jiricek           | GT4          | Ginetta G50             | Toutes       |
| Sun Racing           | 16           | Eduard Leganov         | GT4          | Ginetta G50             | Toutes       |
| Motorground          | 18           | Henry Taylor           | GT4          | Ginetta G50             | 1–4          |
| Motorground          | 18           | Jake Rattenbury        | GT4          | Ginetta G50             | 1–2          |
| Verschuur            | 19           | Luc Braams             | GT4          | Chevrolet Camaro GT4    | Toutes       |
| Verschuur            | 19           | Wim Vangenderen        | GT4          | Chevrolet Camaro GT4    | Toutes       |
| Verschuur            | 21           | Donald Molenaar        | GT4          | Chevrolet Camaro GT4    | 2            |
| Verschuur            | 21           | Ronald Morien          | GT4          | Chevrolet Camaro GT4    | 2            |
| Scuderia Giudici     | 22           | Stefano D'Aste         | GT4          | Lotus Evora GT4         | Toutes       |
| Scuderia Giudici     | 23           | Andrea Perlini         | GT4          | Lotus Evora GT4         | 1–5          |
| Scuderia Giudici     | 23           | Marco FumagToutesi     | GT4          | Lotus Evora GT4         | 1–5          |
| Scuderia Giudici     | 211          | Gianni Giudici         | SS           | Lotus 2-Eleven          | Toutes       |
| RJN Motorsport       | 24           | Alex Buncombe          | GT4          | Nissan 370Z GT4         | 2            |
| RJN Motorsport       | 24           | Jordan Tresson         | GT4          | Nissan 370Z GT4         | 2            |
| RJN Motorsport       | 24           | Jann Mardenborough     | GT4          | Nissan 370Z GT4         | 6            |
| RJN Motorsport       | 24           | Bryan Heitkotter       | GT4          | Nissan 370Z GT4         | 6            |
| Konvex Motorsport    | 26           | Daniel Waszinski       | GT4          | Maserati GranTurismo MC | 1, 3–4       |
| Konvex Motorsport    | 26           | Renaud Kuppens         | GT4          | Maserati GranTurismo MC | 1, 3–4       |
| Team Ningbo          | 28           | Chris Stockton         | GT4          | Ginetta G50             | Toutes       |
| Team Ningbo          | 28           | Steve Brady            | GT4          | Ginetta G50             | 1–4          |
| Team Ningbo          | 28           | Kevin Veltman          | GT4          | Ginetta G50             | 5–6          |
| Renauer Motorsport   | 30           | Michael Drabing        | GT4          | Ginetta G50             | 1–5          |
| Renauer Motorsport   | 31           | Florian Renauer        | GT4          | Ginetta G50             | 1–5          |
| Scuderia Vittoria    | 35           | Dan Denis              | GT4          | Ginetta G50             | 2            |
| Lotus UK             | 36           | Ollie Jackson          | GT4          | Lotus Evora GT4         | 2, 4–5       |
| Lotus UK             | 36           | Stuart Hall            | GT4          | Lotus Evora GT4         | 2            |
| Lotus UK             | 36           | Simon Phillips         | GT4          | Lotus Evora GT4         | 4            |
| Lotus UK             | 36           | Toutesistair Mackinnon | GT4          | Lotus Evora GT4         | 5            |
| John's Racing Team   | 37           | André Bloem            | GT4          | Lotus Evora GT4         | 3            |
| John's Racing Team   | 37           | Jérôme Demay           | GT4          | Lotus Evora GT4         | 3            |
| Ekris                | 50           | Duncan Huisman         | GT4          | BMW M3 GT4              | Toutes       |
| Ekris                | 50           | Ricardo van der Ende   | GT4          | BMW M3 GT4              | Toutes       |
| Ekris                | 51           | Bernhard Van Oranje    | GT4          | BMW M3 GT4              | 1, 5–6       |
| Ekris                | 51           | PC Van Oranje          | GT4          | BMW M3 GT4              | 1, 6         |
| Ekris                | 51           | Tom Coronel            | GT4          | BMW M3 GT4              | 5            |
| SSR/Datahouse        | 63           | Jeroen Bleekemolen     | GT4          | Corvette C6 GT4         | 1, 4, 6      |
| SSR/Datahouse        | 63           | Peter Van Der Kolk     | GT4          | Corvette C6 GT4         | Toutes       |
| SSR/Datahouse        | 63           | Jeroen Van Der Hauvel  | GT4          | Corvette C6 GT4         | 2–3, 5       |

| Icône | Classe           |
| ----- | ---------------- |
| GT4   | GT4 Class        |
| SS    | SuperSport Class |

## Résultats
| Manche | Manche | Circuit                      | Date         | Pole position                         | Meilleur tour                         | Vainqueur                             |
| ------ | ------ | ---------------------------- | ------------ | ------------------------------------- | ------------------------------------- | ------------------------------------- |
| 1      | M1     | Circuit Park Zandvoort       | 23 avril     | No. 7 Rhesus Racing                   | No. 28 Team Ningbo                    | No. 22 Scuderia Giudici               |
| 1      | M1     | Circuit Park Zandvoort       | 23 avril     | Dennis Retera Jan Joris Verheul       | Steve Brady Chris Stockton            | Stefano d'Aste                        |
| 1      | M2     | Circuit Park Zandvoort       | 25 avril     | No. 63 SSR/Datahouse                  | No. 63 SSR/Datahouse                  | No. 63 SSR/Datahouse                  |
| 1      | M2     | Circuit Park Zandvoort       | 25 avril     | Jeroen Bleekemolen Peter Van Der Kolk | Jeroen Bleekemolen Peter Van Der Kolk | Jeroen Bleekemolen Peter Van Der Kolk |
| 1      | M3     | Circuit Park Zandvoort       | 25 avril     | No. 63 SSR/Datahouse                  | No. 22 Scuderia Giudici               | No. 22 Scuderia Giudici               |
| 1      | M3     | Circuit Park Zandvoort       | 25 avril     | Jeroen Bleekemolen Peter Van Der Kolk | Stefano d'Aste                        | Stefano d'Aste                        |
| 2      | M1     | Silverstone Circuit          | 4 juin       | No. 50 Ekris Motorsport               | No. 22 Scuderia Giudici               | No. 24 RJN Motorsport                 |
| 2      | M1     | Silverstone Circuit          | 4 juin       | Duncan Huisman Ricardo van der Ende   | Stefano d'Aste                        | Alex Buncombe Jordan Tresson          |
| 2      | M2     | Silverstone Circuit          | 4 juin       | No. 50 Ekris Motorsport               | No. 36 Lotus UK                       | No. 50 Ekris Motorsport               |
| 2      | M2     | Silverstone Circuit          | 4 juin       | Duncan Huisman Ricardo van der Ende   | Stuart Hall Ollie Jackson             | Duncan Huisman Ricardo van der Ende   |
| 2      | M3     | Silverstone Circuit          | 5 juin       | No. 50 Ekris Motorsport               | No. 50 Ekris Motorsport               | No. 50 Ekris Motorsport               |
| 2      | M3     | Silverstone Circuit          | 5 juin       | Duncan Huisman Ricardo van der Ende   | Duncan Huisman Ricardo van der Ende   | Duncan Huisman Ricardo van der Ende   |
| 3      | M1     | Circuit de Spa-Francorchamps | 9 juillet    | No. 3 Marcos International            | No. 3 Marcos International            | No. 6 Generation AMR                  |
| 3      | M1     | Circuit de Spa-Francorchamps | 9 juillet    | Cor Euser Dick Freebird               | Cor Euser Dick Freebird               | James Appleby Ant Scragg              |
| 3      | M2     | Circuit de Spa-Francorchamps | 9 juillet    | No. 22 Scuderia Giudici               | No. 50 Ekris Motorsport               | No. 50 Ekris Motorsport               |
| 3      | M2     | Circuit de Spa-Francorchamps | 9 juillet    | Stefano d'Aste                        | Duncan Huisman Ricardo van der Ende   | Duncan Huisman Ricardo van der Ende   |
| 4      | M1     | Circuit de Zolder            | 16 juillet   | No. 50 Ekris Motorsport               | No. 22 Scuderia Giudici               | No. 22 Scuderia Giudici               |
| 4      | M1     | Circuit de Zolder            | 16 juillet   | Duncan Huisman Ricardo van der Ende   | Stefano d'Aste                        | Stefano d'Aste                        |
| 4      | M2     | Circuit de Zolder            | 16 juillet   | No. 63 SSR/Datahouse                  | No. 22 Scuderia Giudici               | No. 63 SSR/Datahouse                  |
| 4      | M2     | Circuit de Zolder            | 16 juillet   | Jeroen Bleekemolen Peter Van Der Kolk | Stefano d'Aste                        | Jeroen Bleekemolen Peter Van Der Kolk |
| 4      | M3     | Circuit de Zolder            | 17 juillet   | No. 63 SSR/Datahouse                  | No. 63 SSR/Datahouse                  | No. 63 SSR/Datahouse                  |
| 4      | M3     | Circuit de Zolder            | 17 juillet   | Jeroen Bleekemolen Peter Van Der Kolk | Jeroen Bleekemolen Peter Van Der Kolk | Jeroen Bleekemolen Peter Van Der Kolk |
| 5      | M1     | TT Circuit Assen             | 17 septembre | No. 22 Scuderia Giudici               | No. 22 Scuderia Giudici               | No. 22 Scuderia Giudici               |
| 5      | M1     | TT Circuit Assen             | 17 septembre | Stefano d'Aste                        | Stefano d'Aste                        | Stefano d'Aste                        |
| 5      | M2     | TT Circuit Assen             | 17 septembre | No. 22 Scuderia Giudici               | No. 50 Ekris Motorsport               | No. 22 Scuderia Giudici               |
| 5      | M2     | TT Circuit Assen             | 17 septembre | Stefano d'Aste                        | Duncan Huisman Ricardo van der Ende   | Stefano d'Aste                        |
| 5      | M3     | TT Circuit Assen             | 18 septembre | No. 22 Scuderia Giudici               | No. 51 Ekris Motorsport               | No. 22 Scuderia Giudici               |
| 5      | M3     | TT Circuit Assen             | 18 septembre | Stefano d'Aste                        | Bernhard Van Oranje Tom Coronel       | Stefano d'Aste                        |
| 6      | M1     | Circuit Park Zandvoort       | 15 octobre   | No. 63 SSR/Datahouse                  | No. 50 Ekris Motorsport               | No. 63 SSR/Datahouse                  |
| 6      | M1     | Circuit Park Zandvoort       | 15 octobre   | Jeroen Bleekemolen Peter Van Der Kolk | Duncan Huisman Ricardo van der Ende   | Jeroen Bleekemolen Peter Van Der Kolk |
| 6      | M2     | Circuit Park Zandvoort       | 16 octobre   | No. 50 Ekris Motorsport               | No. 50 Ekris Motorsport               | No. 50 Ekris Motorsport               |
| 6      | M2     | Circuit Park Zandvoort       | 16 octobre   | Duncan Huisman Ricardo van der Ende   | Duncan Huisman Ricardo van der Ende   | Duncan Huisman Ricardo van der Ende   |
| 6      | M3     | Circuit Park Zandvoort       | 16 octobre   | No. 63 SSR/Datahouse                  | No. 3 Marcos International            | No. 50 Ekris Motorsport               |
| 6      | M3     | Circuit Park Zandvoort       | 16 octobre   | Jeroen Bleekemolen Peter Van Der Kolk | Cor Euser Dick Freebird               | Duncan Huisman Ricardo van der Ende   |